# 러네이 리처즈
러네이 리처즈(Renée Richards, 1934년 8월 19일~)는 미국의 안과 의사이자 작가, 전직 테니스 선수이다. 1975년 성전환 수술을 받았다. WTA는 당시 전례가 없었던 ‘태생 여성’(Women-born women) 정책을 근거로 1976년 그녀의 US 오픈 여자 종목 출전을 거절하였다. 이에 반발한 리처즈는 소송을 제기하여 1977년 뉴욕 대법원에서 승소 판결을 받았다. 이것은 성전환자 권리에 대한 기념비적 판결이었다.